# Paweł Zatorski
Paweł Zatorski (Łódź, 21 de junho de 1990) é um jogador de voleibol polonês que atua na posição de líbero. Ganhou a medalha de ouro no Campeonato Mundial disputado no ano de 2014 e também medalhista de ouro da Liga Mundial no ano de 2012.

## Carreira
Zatorski é membro da seleção polonesa de voleibol masculino. Em 2016, representou seu país nos Jogos Olímpicos no Rio de Janeiro, que ficou em sétimo lugar.

## Títulos
Skra Bełchatów
- Campeonato Polonês: 2010–11, 2013–14
- Copa da Polônia: 2010–11, 2011–12
- Supercopa Polonesa: 2012

ZAKSA Kędzierzyn-Koźle
- Liga dos Campeões: 2020–21
- Campeonato Polonês: 2015–16, 2016–17, 2018–19
- Copa da Polônia: 2016–17, 2018–19, 2020–21
- Supercopa Polonesa: 2019, 2020

Resovia Rzeszów
- Copa CEV: 2023–24

## Clubes
| Anos      | Clube                  |
| --------- | ---------------------- |
| 2008–2010 | AZS Częstochowa        |
| 2010–2015 | PGE Skra Bełchatów     |
| 2015–2021 | ZAKSA Kędzierzyn-Koźle |
| 2021–     | Asseco Resovia Rzeszów |

## Condecorações
- 2014:  – Honra ao Mérito (Pela conquista do Campeonato Mundial de 2014.)

## Prêmios individuais
- 2010: Campeonato Mundial – Melhor líbero
- 2011: Copa da Polônia – Melhor defensor
- 2012: Copa da Polônia – Melhor defensor
- 2013: Torneio Hubert Jerzeg Wagner – Melhor líbero
- 2015: Torneio Hubert Jerzeg Wagner – Melhor líbero
- 2015: Liga Mundial – Melhor líbero
- 2016: Copa da Polônia – Melhor defensor
- 2018: Campeonato Mundial – Melhor líbero
- 2019: Copa da Polônia – Melhor defensor
- 2021: Torneio Hubert Jerzeg Wagner – Melhor líbero
- 2023: Liga das Nações – MVP e melhor líbero
- 2023: Torneio Hubert Jerzeg Wagner – Melhor líbero